# Bühnen Bern
Das Stadttheater Bern ist das Theater der Schweizer Bundesstadt und Teil der Institution Bühnen Bern (vormals Konzert Theater Bern).

## Bühnen Bern
Die Stiftung Konzert Theater Bern, in der das Berner Symphonieorchester und das Stadttheater Bern, mit den Sparten Musiktheater, Tanz und Schauspiel, zusammengeführt wurden, nahm ihre Arbeit am 1. Juli 2011 auf. Auf die Saison 2021/22 benannten sich Stiftung und Theater in Bühnen Bern um.
Das Vierspartenhaus vereint Oper, Schauspiel, Ballett und das Berner Symphonieorchester unter einem Dach. Mit den über 100 Musikern des Berner Symphonieorchesters sowie den festen Ensembles in den Sparten Oper, Schauspiel und Ballett ist  Bühnen Bern das grösste Konzert-Theater im Raum Bern-Mittelland mit überregionaler und internationaler Ausstrahlung.
Bühnen Bern bietet einen Spielplan mit Premieren, Uraufführungen, Schweizer Erstaufführungen, grossen Konzertereignissen sowie zahlreichen Matineen und Familienkonzerten. Insgesamt finden rund 400 Vorstellungen pro Saison statt.
Bühnen Bern beschäftigt rund 300 fest- und teilzeitangestellte Mitarbeiter sowie zwischen 50 und 180 Künstler aus über 25 Nationen.
Florian Scholz führt das Haus seit 2019/2020 als Intendant.

## Stadttheater – Gebäude
Das Stadttheater Bern am Kornhausplatz 20 besteht seit 1903. Bei der Eröffnung wurde Tannhäuser von Richard Wagner aufgeführt, eingeleitet von einem Festakt von Joseph Victor Widmann, in dem als allegorische Figur neben Apoll und den Musen auch Frau Berna auftrat.
Nachdem bereits 1897 ein Architektenwettbewerb für einen Neubau am Platz der alten Reitschule unbefriedigend verlaufen war, wurde der neobarocke Bau – finanziert von der 1896 gegründeten Aktiengesellschaft Berner Stadt-Theater – durch den Architekten René von Wurstemberger ab 1901 errichtet und am 25. September 1903 eröffnet. Das Stadttheater ersetzte das zuvor ein Jahrhundert lang bespielte Hôtel de Musique am Theaterplatz, in dem sich heute das Restaurant «Du Théâtre» befindet.

Innenansichten
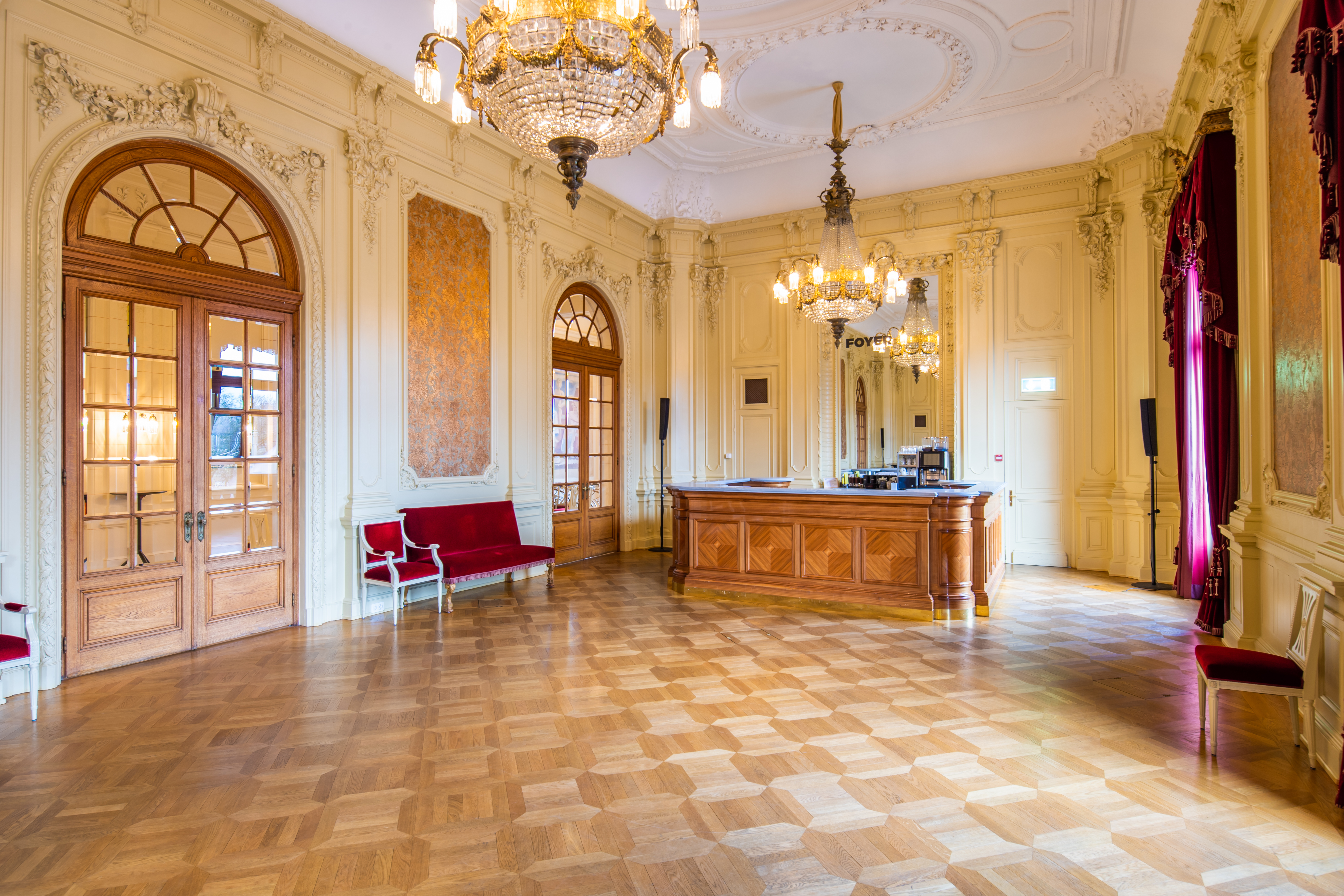
Foyer
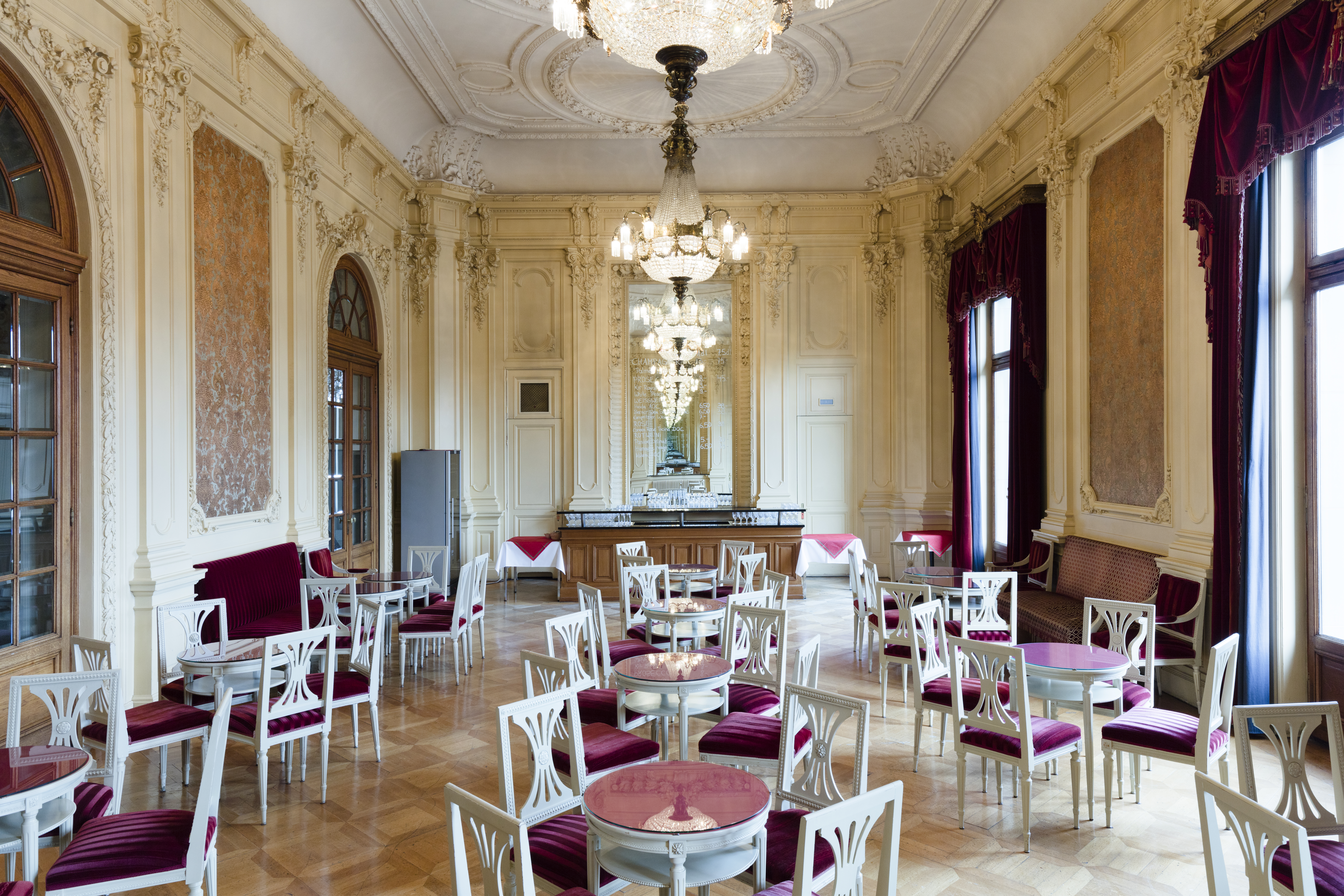
Spiegelfoyer
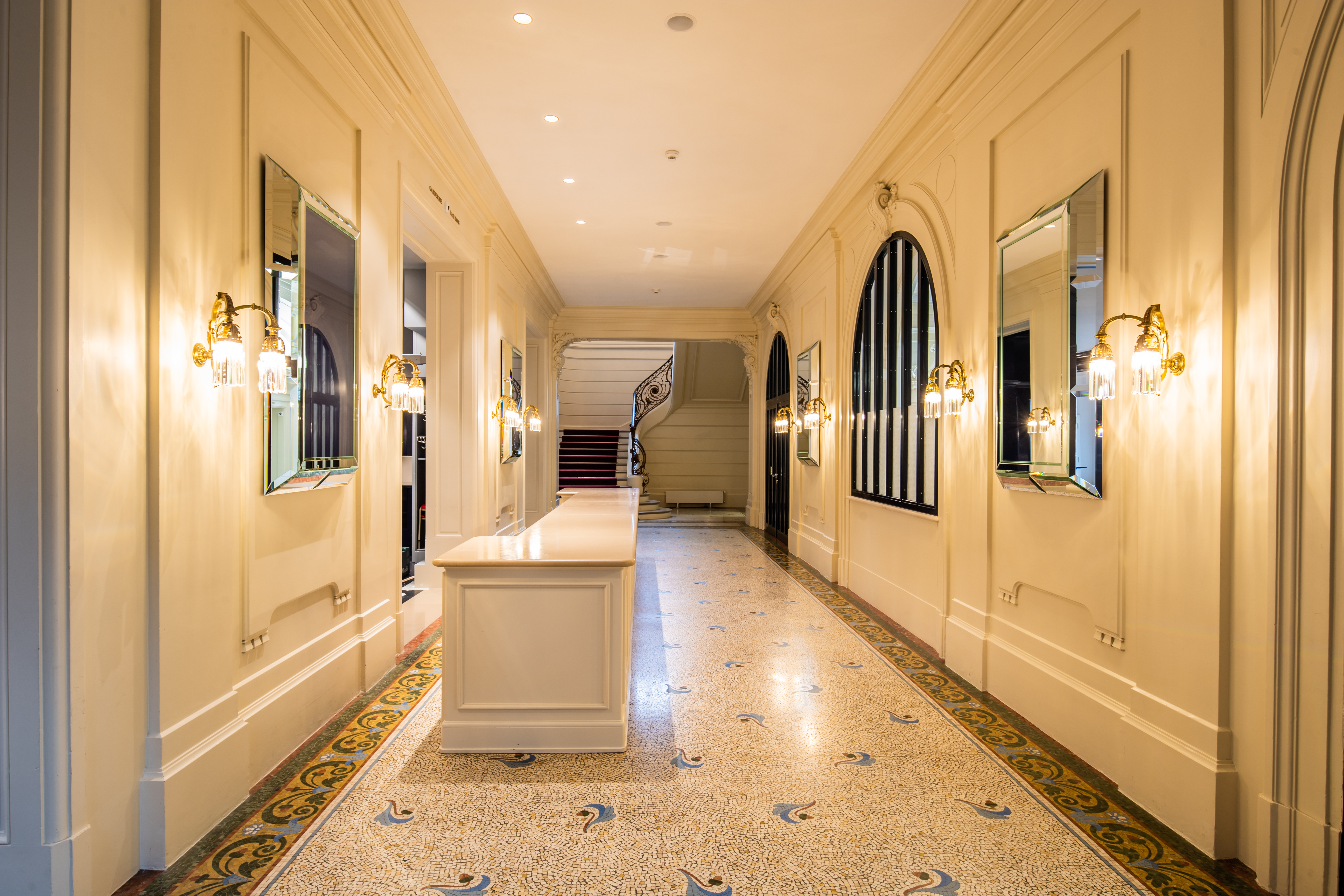
Eingangsbereich
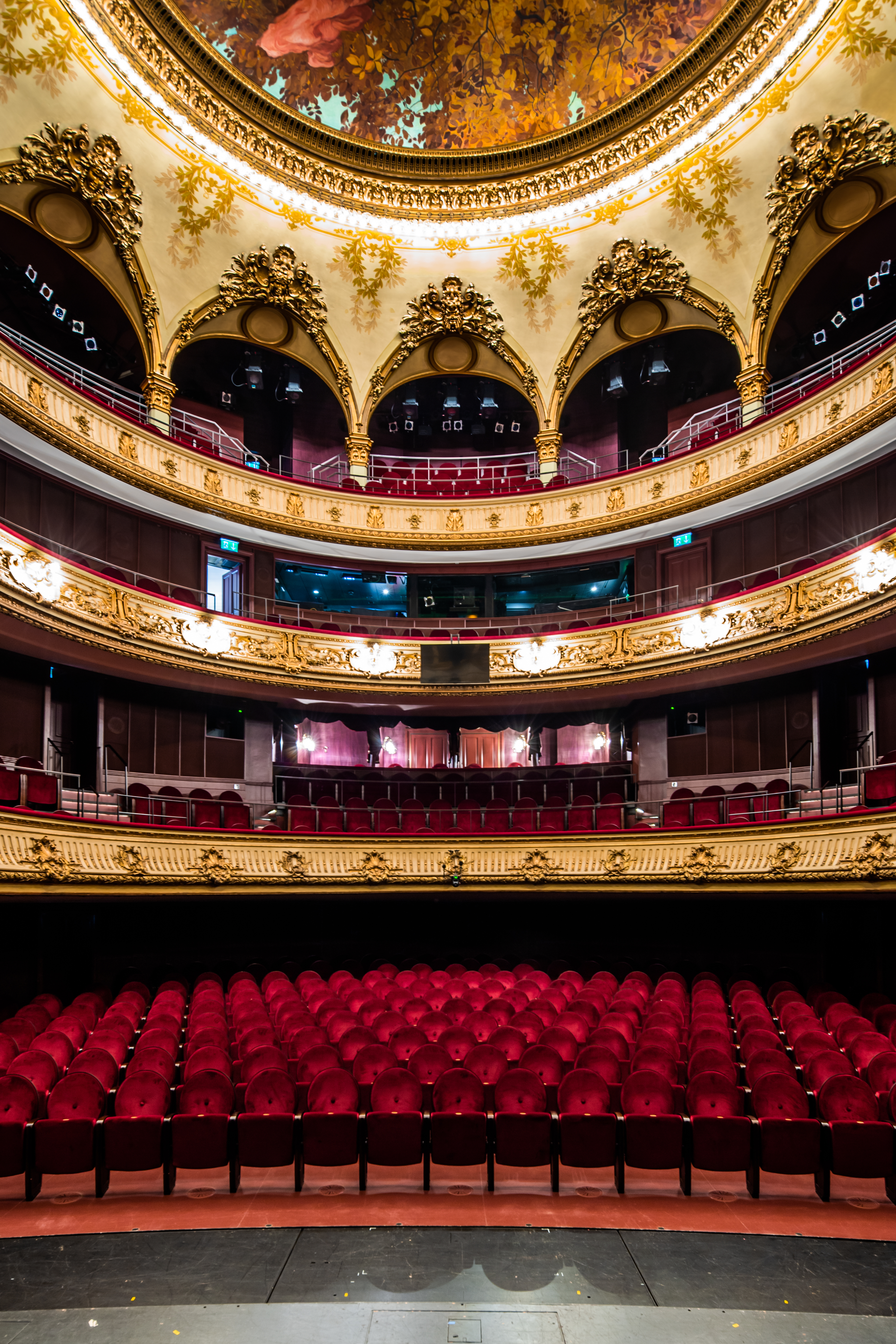
Innenansicht des Stadttheaters

## Spielstätten
Neben dem Stadttheater betreibt Bühnen Bern seit 2007 auch drei Bühnen in den VIDMARhallen in Köniz. Daneben finden regelmässig Konzerte des Berner Symphonieorchesters im Casino Bern statt. Weitere Spielstätten: Konservatorium Bern, Berner Münster, Diaconis Kirche Bern, Hotel Schweizerhof Bern sowie die hauseigene Theaterbeiz Vierte Wand.

Theaterfotografien von Fred Erismann am Stadttheater Bern
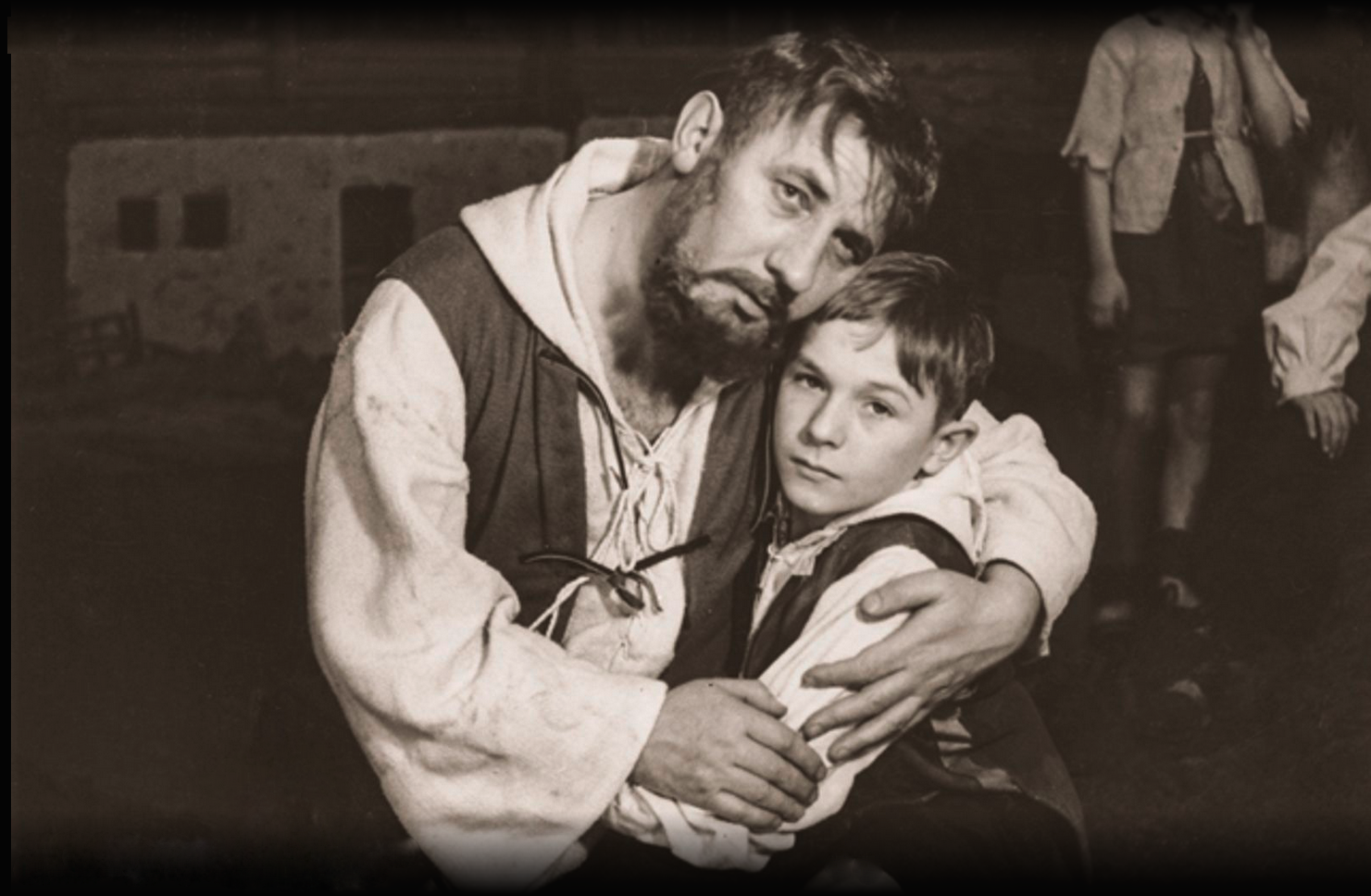
Heinrich Gretler als Wilhelm Tell mit Sohn, 1935
Jack Menn und Lisa Czóbel in Tanz aus Carmen, um 1945
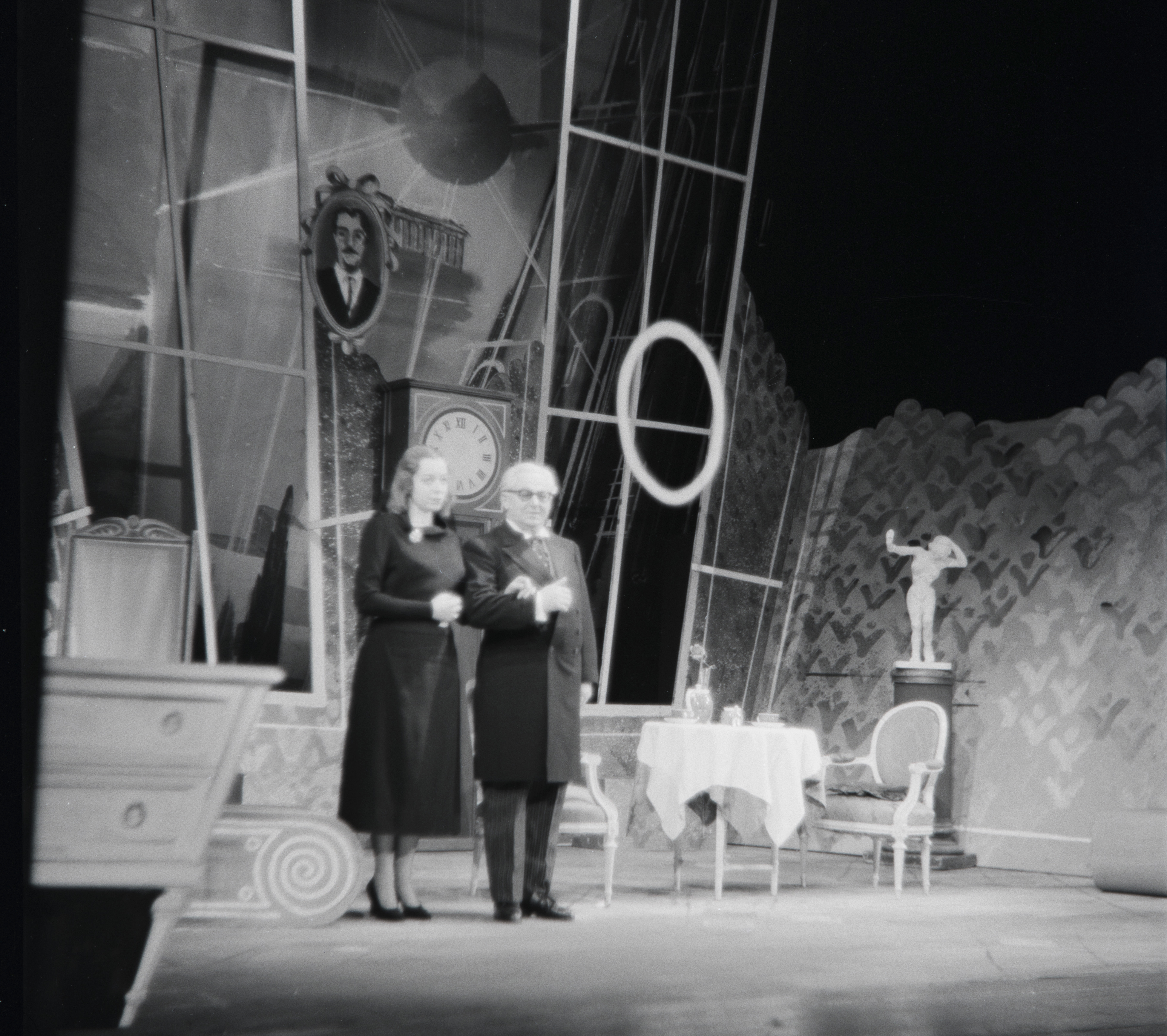
Szene aus Die Ehe des Herrn Mississippi von Friedrich Dürrenmatt, 1954
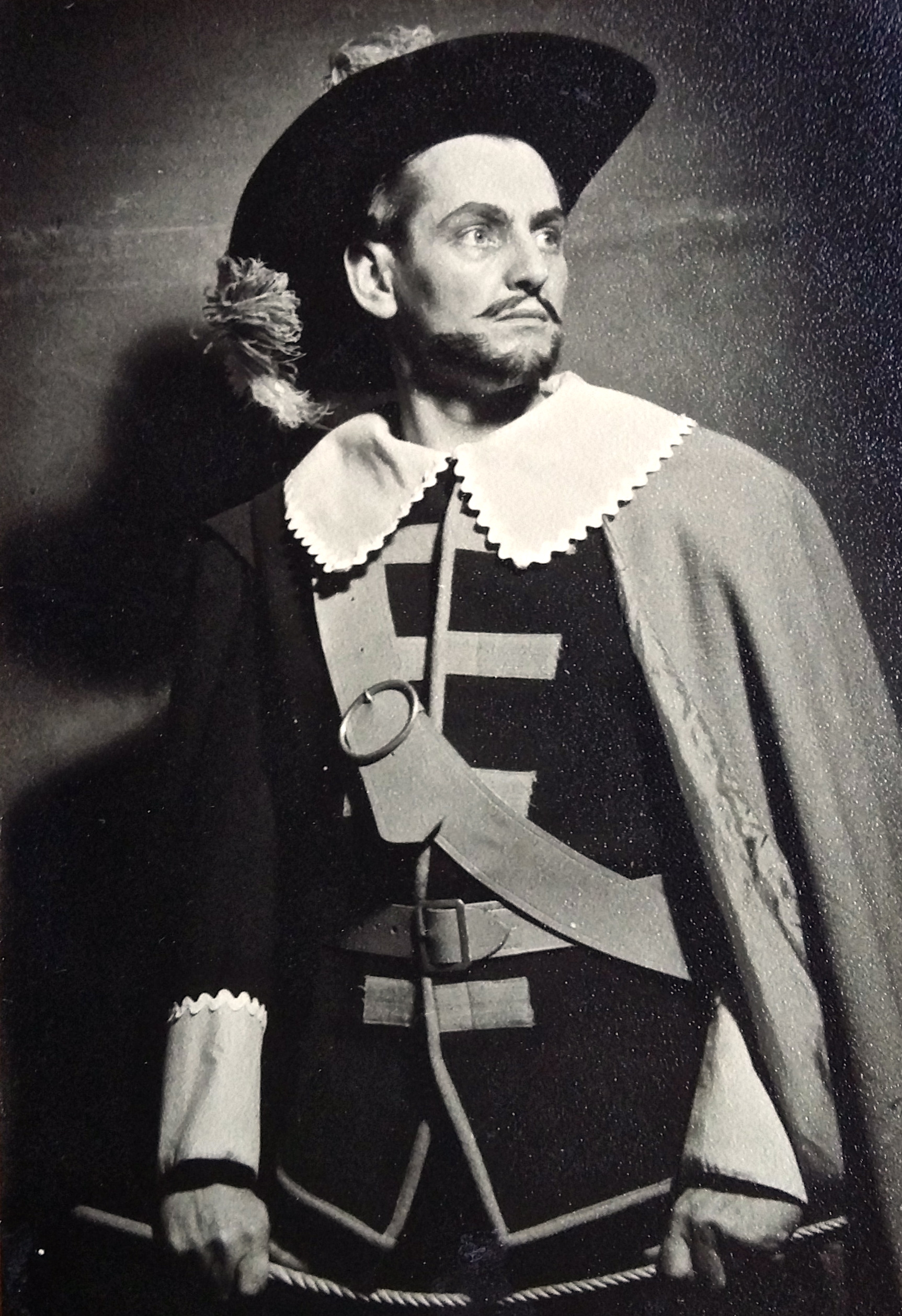
Arthur Loosli als Ottokar in der Oper Freischütz, 1958

## Geschichte

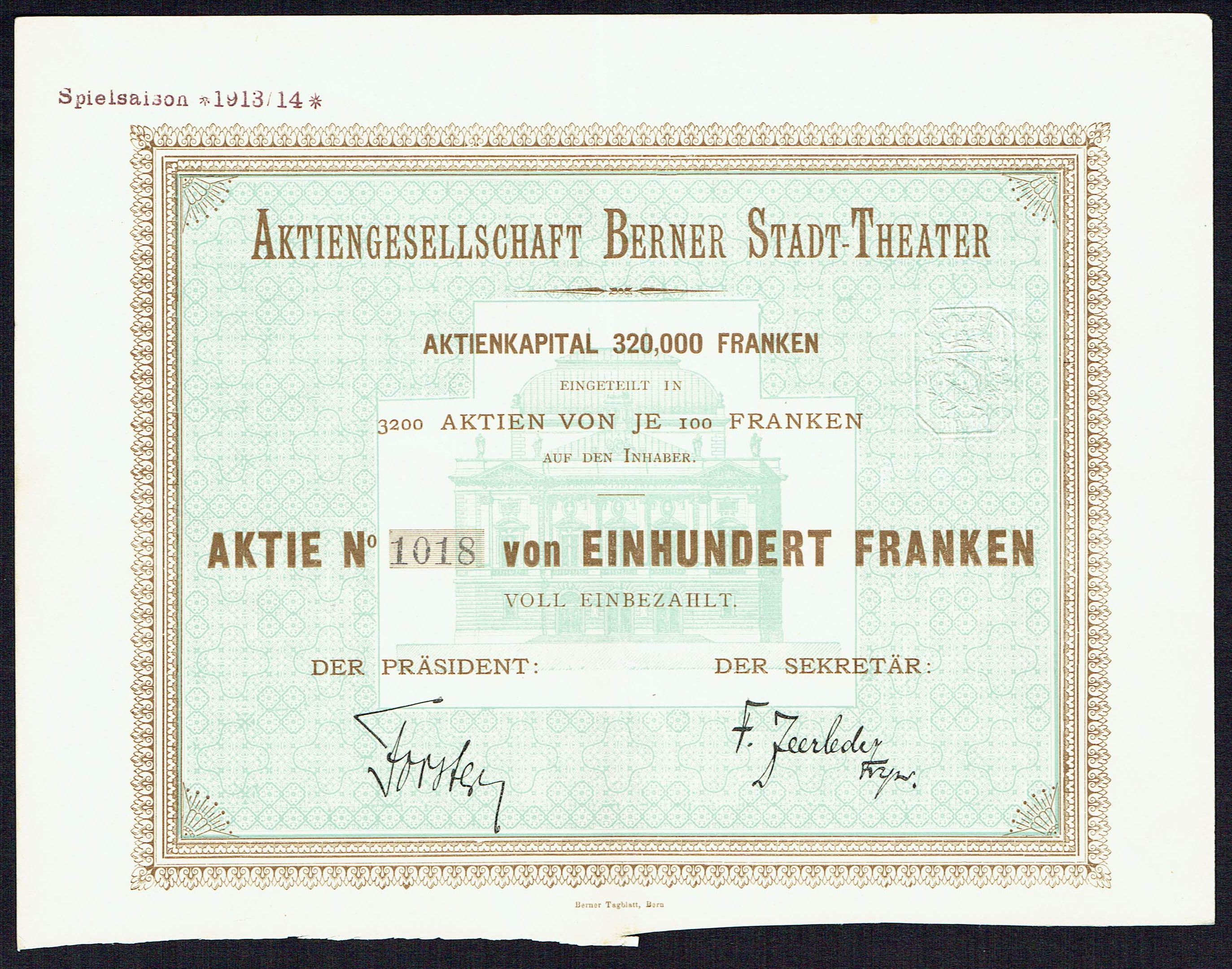
Aktie über 100 Franken der Aktiengesellschaft Berner Stadt-Theater von 1896

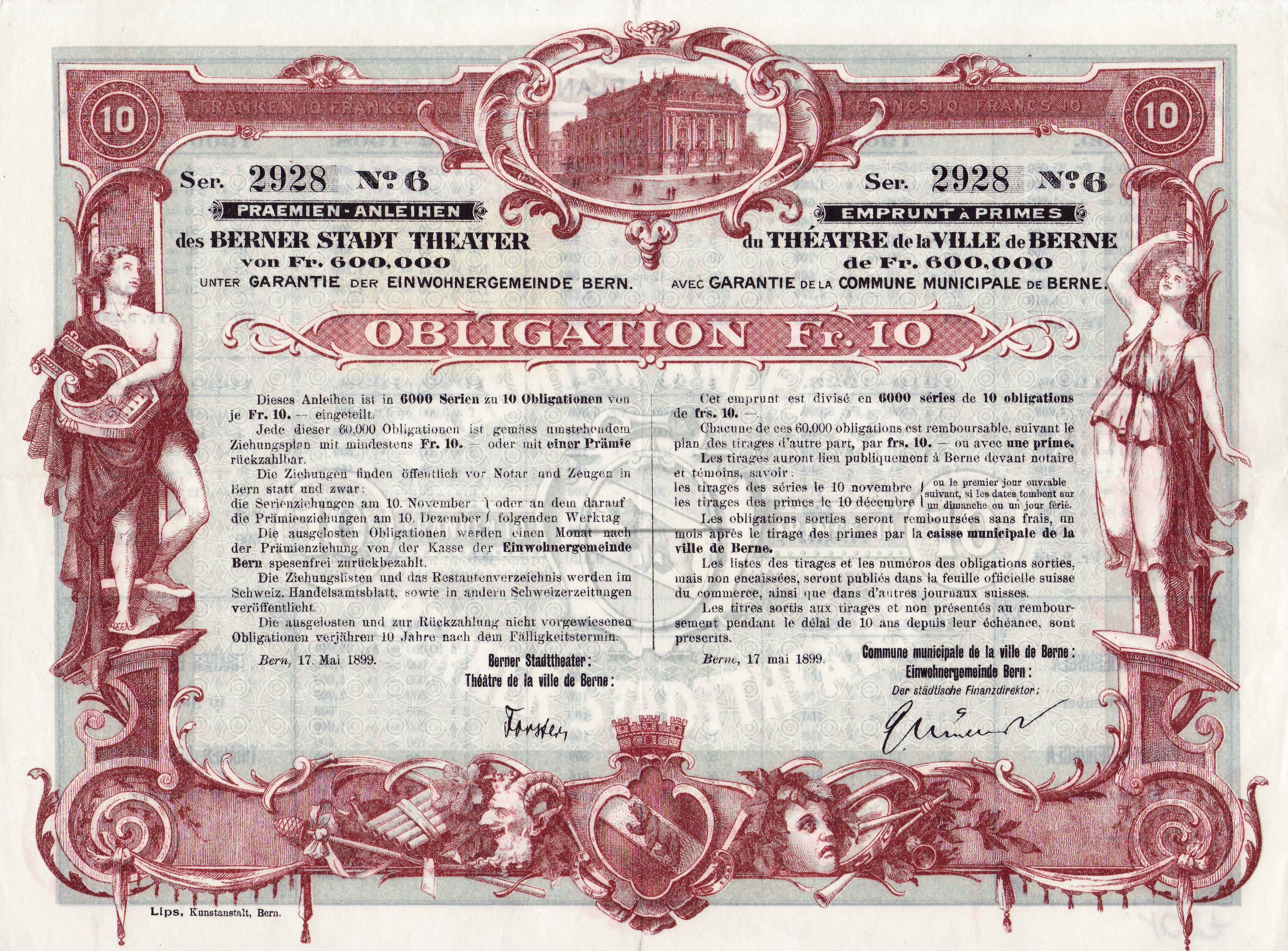
Obligation über 10 Franken vom 17. Mai 1899 für den Bau des Stadttheaters Bern

### Intendanten
- 1903–1906: Georg Kiedaisch
- 1906–1907: Alfred Stender-Stefani
- 1907–1908: Julius Bergmann
- 1908–1914: Benno Koebke
- 1914–1920: Albert Kehm
- 1920–1925: Karl Ludwig Peppler
- 1925–1931: Hans Kaufmann
- 1931–1934: Karl Lustig
- 1934–1937: Hans Zimmermann
- 1937–1946: Eugen Keller
- 1947–1953: Ekkehard Kohlund
- 1953–1958: Stephan Beinl
- 1958–1959: Albert Nef
- 1959–1960: Raoul Alster / Lois Egg / Rudolf Hesse
- 1960–1979: Walter Oberer
- 1979–1981: Wolfgang Zörner
- 1981–1987: Peter Borchardt / Ernst Gosteli / Edgar Kelling
- 1987–1990: Philippe de Bros
- 1990–1991: Edgar Kelling
- 1991–2007: Eike Gramss
- 2007–2012: Marc Adam[4]
- 2012–2018: Stephan Märki
- Seit 2019: Florian Scholz

### Zeitgeschichtliches
Nach innerbetrieblichen Querelen zwischen Intendant Märki und Schauspieldirektor Cihan Inan wegen eines Rollenbesetzungsstreits wurde der Konflikt durch den Rücktritt des Intendanten im Juli 2018 gelöst. Um «Ruhe und Kontinuität ins Haus bringen» zu können, bot der Stiftungsrat Inan eine Vertragsverlängerung um zwei Jahre an. Der Schauspieldirektor verlängerte unter den neuen Umständen.